# Ivan Klánský
Ivan Klánský (* 13. května 1948 Praha) je český klavírní interpret a pedagog. Syn Lukáš Klánský je také klavírista.

## Život a činnost
Studoval obor klavír na Pražské konzervatoři u Valentiny Kameníkové (1963–1968) a dále na pražské HAMU u Františka Raucha (1968–1973).
Od roku 1995 je předsedou Chopinovy společnosti, Chopinova festivalu v Mariánských Lázních a byl předsedou Rady Kruhů přátel hudby při Nadaci Českého hudebního fondu.
Byl ženatý s Vladimírou, hráčkou na lesní roh (Pražské dechové kvinteto). Ivan Klánský má pět synů a jednu dceru, kteří jsou rovněž hudebníky či pěvci: Michal, Vladimír (housle - Epoque Quartet), Lukáš (* 1989, klavír), Daniel (operní pěvec, baryton), Adam (violoncello) a dcera Klára (housle).

## Pedagog
Od roku 1983 je profesorem Hudební fakulty Akademie múzických umění a od roku 1997 tam byl vedoucím Katedry klávesových nástrojů. Na HAMU zastává funkci děkana, dne 23. listopadu 2021 byl zvolen na druhé funkční období. S jeho působením je spojena kontroverze, když na jím vedené fakultě ziskal habilitaci jeho syn, klavírista Lukáš Klánský, ačkoliv nesplnil stanovené podmínky.
Dále je od roku 1991 profesorem Vysoké hudební školy ve švýcarském Luzernu. Vede také mistrovské kurzy v Dublinu (1982–1986) a Bad Sulgau (od 1997). Jeho nejvýznamnějšími žáky jsou vítězové soutěže Pražského jara - Martin Kasík a Ivo Kahánek.

## Ocenění
- Laureát mezinárodních soutěží: Bolzano (1967), Neapol (1968), soutěž J. S. Bacha v Lipsku (1968), Barcelona (1970), Varšava (1970).
- 2017 – Cena Antonína Dvořáka[5]
- 2018 – Granátová hvězda Bohemian Heritage Fund
- Medaile Za zásluhy  1. stupně, udělil prezident Petr Pavel v roce 2023

Stal se první Čechem v historii, jemuž se podařilo dostat do finále varšavské Chopinovy hudební soutěže. Proto bývá často označován jako "chopinista". Na recitálech ovšem hraje spíše skladby Ludwiga van Beethovena nebo Bedřicha Smetany. Od raného věku je také obdivovatelem Chopinovy hudby.

## Nahrávky
- V letech 1995–2000 nahrál kompletní klavírní dílo Bedřicha Smetany
- CD s Guarneri Trio Prague